# Albert Roosens
 (septembre 2021).
Albert Roosens (né le 16 août 1916 à Anderlecht, et y décédé, le 8 septembre 1993) était un dirigeant du football belge. Ancien joueur du R. SC Anderlechtois, il devient Président de ce club durant vingt ans, avant de devenir Secrétaire-Général de la fédération belge de football.
Si l'histoire récente retient aisément la paire C. Vandenstock/M. Verschueren comme essentielle dans l'histoire du « RSCA », il n'est pas excessif de dire que ce duo n'aurait sans doute pas exister, à un tel niveau, sans l'énorme travail effectué par une autre paire : A. Roosens / E. Steppé.
De 1973 à 1987, Roossens forme un solide duo complémentaire avec le Président fédéral Louis Wouters. Ensembles, ils font officiellement entrer le football belge dans l'ère du professionnalisme en 1974.
En tante que Secrétaire-Général de l'URBSFA, il est juridiquement considéré comme l'organisateur de la finale de la Coupe des Clubs Champions 1985. Celle-ci reste dramatiquement dans l'Histoire comme le théâtre de la Tragédie du Heysel. Inculpé d'homicide involontaire et condamné à de la prison avec sursis, Roosens se retire alors profondément meurtri, du monde du football.

## Parcours

### De joueur modeste à grand dirigeant
Albert Roosens s'affilie au SC Anderlechtois, le 4 février 1930 (d'autre sources évoquent l'année 1928). Arrivant quelques saisons plus tard, dans le giron de l'équipe « Premières », il est un réserviste de la formation qui gagne le droit de retrouver la « Division d'Honneur » en 1935. Une remontée définitive puisque depuis lors le « matricule 35 » ne quitte plus jamais l'élite nationale belge.
Selon les sources, Roosens joue en compétition jusqu'en 1939-1940 quand l'éclatement de la Seconde Guerre mondiale provoque l'arrêt des compétitions pendant presque deux ans. Selon d'autres références, Roosens est sérieusement blessé durant l'année 1937 et sa carrière terminée. Beaucoup s'accordent pour signaler qu'Albert Roosens joue encore avec les Mauves & Blancs dans les séries du Brabant quand les séries doivent se disputer de manière régionale en raison de l'occupation allemande (jusqu'en 1942).
Jusqu'en 1944, à l'âge de 38 ans, il chausse encore les bottines à crampons pour jouer des rencontres amicales avec une équipe appelée les « Press Wanderers » ou avec l'équipe des « Vétérans » du R. SC Anderlechtois. En septembre 1944, Roosens est choisi pour occuper le poste de Secrétaire-Général du « matricule 35 ».

### Président du R. SC Anderlechtois
Peu de temps après avoir reçu la charge de Secrétaire-Général, A. Roosens est aussi promu « vice Président » du R. SC Anderlechtois. La fonction étant libre depuis le décès en 1943 de Léon De Porre, récipiendaire de la tâche. Le club qui jusqu'alors est resté discret en termes de palmarès devient remporte son premier titre national en 1947. Le club gagne rapidement le statut de « Grand du Royaume » avec quatre sacres en cinq ans (seule la saison 1948 échappe aux Mauves & Blancs).
Mais l'année 1951 n'est pas que joyeuse malgré le 4e titre conquis de haute lutte avec Berchem Sport. À égalité de points, les « Mauves » sont fleuris car ayant concédé moins de défaites. Mais le 2 août 1951, le club bruxellois perd son patron et « père spirituel », Theo Verbeeck à l'âge de 62 ans. Un décès inopiné d'un personnage essentiel perturber le développement et l'épanouissement d'un cercle sportif. Mais dans ces moments de chagrin, le Sporting Club Anderlechtois a la chance d'avoir en ses rangs de la graine de grand dirigeant. Albert Roosens accède à la Présidence et l'occupe pendant vingt-deux ans.
Dix titres de champion de Belgique s'ajoutent au palmarès anderlechtois jusqu'au départ de son président en 1973. Certes, les Mauves et Blancs doivent attendre 1954 pour retrouver les premiers lauriers sous la Présidence Roosens, mais ils enchaînent avec un prestigieux triplé : 1954-1955-1956, suivi d'une autre performance encore plus fameuse : un quintuplé de 1964 à 1968. À cette moisson d'écussons nationaux, Anderlecht conquiert sa toute première Coupe de Belgique en 1965, saison qui est donc celle du tout premier des trois doublés « Championnat - Coupe » réussis par le club.

### L'apport d'Albert Roosens
La « patte Roosens » est décrite par ses contemporains comme « autoritaire et dynamique ». Il est aussi doté d'une excellente connaissance du jeu et d'un sens aigu pour dénicher de jeunes talents. De jeunes promesses qu'il va régulièrement « visionner » en personne, pour se faire (rapidement) une idée des capacités du garçon concerné. Roosens a aussi la chance d'être excellemment secondé par Eugène Steppé son Secrétaire-Général. Ensemble les deux hommes dépoussièrent les vieilles habitudes et amène le matricule 35 sur le chemin du « semi-professionnalisme » en attendant mieux.
Pour bien appréhender l'importance du travail de dirigeants comme Albert Roosens, mais aussi de Louis Wouters ou encore des Standardmen Paul Henrard et Roger Petit, il faut se replonger dans le contexte du début des années 1950. À cette époque, en Belgique, existe depuis 1935 un statut dit du « joueur indépendant ». Cela met fin à l'amateurisme pur et dur préconisé jusqu'alors car cela permet à un joueur de percevoir de l'argent mais au maximum 42 000 francs belges par an ; soit tout au plus l'équivalent de 22 700 € actuels (taux d'inflation compris). Cette somme est considérée par l'URBSFA comme une compensation en raison des pertes éventuelles (absences du travail…) causée par la pratique du football. Il n'est nul besoin d'être un expert pour comprendre que la somme est dérisoire. Ajoutons que le salaire mensuel moyen en Belgique est alors d'environ 5 107 francs belges.
Par ailleurs, un autre élément important à connaître est qu'à partir de 1935, les clubs peuvent négocier entre eux, à leur guise, des transferts de joueurs, mais ceux-ci restent liés à la décision des clubs et appartiennent indéfiniment au dernier club où ils sont affiliés. Cette situation n'évolue pas avant ce que l'on va appeler l'Arrêt Bosman, le 15 décembre 1995. Si Roosens est très actif à l'amélioration du statut professionnel de ses joueurs, il l'est beaucoup moins quant au fait de l'appartenance illimitée d'un joueur à un même club.
Roosens est conscient que l'amélioration du niveau de jeu passe par l'augmentation du nombre et de l'intensité des sessions. Le noyau anderlechtois voit ainsi leurs entraînements augmenter fortement. Dès son entrée dans le bureau présidentiel du « Parc Astrid » innove en créant un « Fonds de Prévision » afin de prévenir l'avenir de ses joueurs. Ceux-ci ne sont pas forcés d'accepter, mais le principe est celui d'une retenue/d'un impôt interne, qui est enregistré et versé sur un compte individuel pour chaque élément. Ces comptes sont ouverts par le club au nom des intéressés. En fin de carrière sportif, les joueurs bénéficient ainsi d'un petit capital.
Outre dans la gestion générale de son club et bien évidemment dans celle de son équipe « Premières », Albert Roosens se montre aussi innovant au niveau de l'éducation et de la formation. Dès 1953, il fonde à Anderlecht une école sportive (ancêtre des actuels « Sports Études »). Quelques années plus tard, en 1964, Steppé et lui créent sous le nom de « Sportingello », un internat pour garçons, authentiques prémices des futurs centres de formation[réf. nécessaire].
Eugène Steppé est aussi considéré, avec José Crahay comme un des pères fondateurs des compétitions européennes, notamment de la Coupe des clubs champions européens. Comme Président du SC Anderlechtois, Albert Roosens est proche d'un sacre quand Anderlecht atteint la Finale de la Coupe des villes de foires 1969-1970. Mais les Anglais d'Arsenal s'imposent « à la différence de buts » sur l'ensemble des deux matchs. Roosens n'a pas le plaisir de fêter un succès européen en tant que « Président » puisque son club remporte son premier trophée continental trois ans après le début de son mandat fédéral.

### Secrétaire-Général de l'URBSFA
Albert Roosens entre à l'Union Royale Belges des Sociétés de Football Association (URBSFA ou Union Belge) dès 1955 quand il est élu pour siéger au sein du Comité Exécutif (CE) de l'organisme. Il est élu pour remplacer Monsieur Royé décédé accidentellement. Douze ans plus tard, il est choisi pour être un des « Vice Présidents » de la fédération. Enfin, en 1973, il succède au « monument » José Crahay au titre de Secrétaire-Général de l'Union Belge.
Commence alors une étroite collaboration avec le Président Louis Wouters, en fonction depuis six ans. Les deux hommes sont le plus souvent en phase sur les orientations qu'ils veulent donner. Leur principal cheval de bataille est l'officialisation du professionnalisme. Avec l'aide de celui qui a toujours été son principal adversaire sportif, le « Rouge et Blanc » Roger Petit, Roosens parvient à faire pencher la balance vers le camp le plus progressiste. Ainsi voit le jour, la Ligue professionnelle belge de football en début d'année 1974. La Division 1 1974-1975 est la première compétition belge de football officiellement professionnelle.
« Le monde ne s'est pas fait en un jour » dit un vieil adage populaire. Après deux décennies à la tête d'un club qu'il amène au rang de « plus grand club de Belgique » et de dix autres années à professionnaliser l'élite nationale et certaines arcanes de la fédération, Albert Roosens reçoit a posteriori des critiques pour les changements qu'il n'a pas effectué. À décharge, il est essentiel de plaider qu'au début des années 1980, en dépit d'une vague de modernisme, l'URSBSFA reste une organisation pétrie de conservatisme. Surtout, Roosens voit sa carrière arrêtée par le drame épouvantable du Heysel.

### «Caisses noires» et Tragédie du Heysel
La haute hiérarchie de la fédération belge concède un premier coup dur au printemps 1984. À cette époque, cela fait pratiquement dix ans que les clubs de l'élite sont devenues des entités professionnelles. « Y a-t-il eu des plaintes ou fourniture d'information, ou le Ministère de la Justice agit-il de sa propre initiative ? On ne le saura sans doute jamais ». Mais un magistrat instructeur, Guido Bellemans est mandaté pour aller vérifier en long et en large la comptabilité des cercles de « Division 1 ». Dans plusieurs cas, ce qui ressemble à des comptabilités parallèles sont mises au jour. « Les vieilles et mauvaises habitudes sont les plus tenaces » disent plusieurs proverbes anciens. Les clubs ne se sont pas totalement départis de quelques pratiques de gestion qui remontent aux « calendes grecques » en termes de football. Nombreuses entités sont mises à l'amende. Mais un dossier fait plus de bruit encore : l'Affaire Standard-Waterschei conjugue deux irrégularités : une « caisse » non officielle et de très forts soupçons de corruption active. Plus encore que pour l'image de la fédération et de son Président, les découvertes du « Sherif Bellemans » sont embarrassantes pour Albert Roosens, puisque ancien Président d'Anderlecht, club cité dans un dossier apparenté à une « caisse noire »,.
Des amendes sont infligées et on[Qui ?] resserre les rangs en disant vouloir (re)mettre de l'ordre. Des sanctions sont prononcées, dont des suspensions à l'encontre de joueurs internationaux. Les Diables rouges vont à l'Euro 1984 sans l'essentiel de leur secteur défensif.
Mais le pire reste à venir. Le mercredi 29 mai 1985 doit être un jour de fête, celle du football à Bruxelles. Mais la date est à jamais frappée d'horreur et de chagrin. Dans un stade devenu trop vétuste, avec un service d'ordre mal organisé et donc vite dépassé, la violence idiote et l'agressivité absurde d'un bande d'Anglais ivres sèment la peur puis la panique dans une tribune ultra-remplie de spectateurs de tous âges. Les mouvements de foule s'amplifient et un pan de mur cède. Le bilan définitif est tragique : 39 personnes perdent la vie. Les membres de l'organisation sont complètement dépassés. La finale est jouée « pour éviter le pire ». Vient alors la désignation des responsabilités.
Principaux bénéficiaires financiers de ce type d'événements, La Ville de Bruxelles et l'UEFA manœuvrent subtilement pour se dégager de toute la responsabilité et être acquittées lors du procès devant le Tribunal correctionnel de Bruxelles. Au terme des pourvois en appel et de cinq ans de procédure, la « faute » est définitivement rejetée, outre sur quelques pseudo-supporters anglais, sur un Capitaine de la Gendarmerie (9 mois de prison et 30 000 FB d'amende, alors que son supérieur est acquitté) et la Fédération belge. Celle-ci, d'un point de vue organisationnel, est représentée non pas par son Président, mais par son Secrétaire-Général, Albert Roosens. Celui-ci, accusé d'homicide involontaire, est condamné en première instance, à six mois de prison avec sursis et une amende de 30 000 FB. L'UEFA est à peine égratignée. Son Président Jacques Georges est acquitté alors que son Secrétaire-Général Hans Bangerter est condamné (3 mois de prison avec sursis et 30 000 FB d'amende). Il démissionne de sa fonction.
Évidemment qu'Albert Roosens est coupable. Mais à cette époque, il est l'alter ego de la quasi-totalité des responsables du football à tous les niveaux. Tous sont coupables de fermer les yeux et donc d'ignorer ce fléau qui grandit depuis plus de quinze ans. La violence croissante dans et autour des stades de football est une menace latente. La seule question qui reste pendante après la funeste soirée du Heysel n'est pas tellement qui ? Mais pourquoi ? Pourquoi un drame de ce type n'est-il pas arrivé plus tôt ? Une première prise de conscience a lieu mais il faut encore deux à trois autres catastrophes pour qu'enfin des mesures fiables et durables soient mises en œuvre pour endiguer d'abord, puis enrayer le phénomène.
Pour sa part, Albert Roosens est brisé. Sa santé se détériore rapidement. Malade, il ne peut remplir son rôle de Chef de délégation lors de la Mundial 86 au Mexique. Il reste au pays alors que le Docteur Michel D'Hooghe le remplace en Amérique centrale. Ne se remettant jamais totalement, l'ancien patron d'Anderlecht et du football belge s'éteint en 1993, soit huit ans après la tragédie, quatre après le procès qui en a découlé.
À six ans d'intervalle, A. Roosen et L. Wouters s'éteignent dans la même tranche d'âge : 77 ans.

## Brève carrière politique
De 1955 à 1964, Albert Roosens est le bourgmestre du village de Pamel, une bourgade du Brabant flamand frontalier avec la Flandre orientale.